# Parasmittina cheilodon
Parasmittina cheilodon är en mossdjursart som först beskrevs av William MacGillivray 1869.  Parasmittina cheilodon ingår i släktet Parasmittina och familjen Smittinidae. Inga underarter finns listade i Catalogue of Life.